# Clavelina auracea
Clavelina auracea är en sjöpungsart som beskrevs av Monniot 1997. Clavelina auracea ingår i släktet Clavelina och familjen klungsjöpungar. Inga underarter finns listade i Catalogue of Life.